# Campsiura flavoguttata
Campsiura flavoguttata är en skalbaggsart som beskrevs av Snellen Van Vollenhoven 1864. Campsiura flavoguttata ingår i släktet Campsiura och familjen Cetoniidae. Inga underarter finns listade.